# コガネシマアジ
コガネシマアジ Gnathanodon speciosus はアジ科に属する熱帯海水魚。インド太平洋の沿岸に分布する。幼魚は金色で黒い横縞があるが、成魚は銀色で縞は消える。幼魚は群れで大型魚に付いて泳ぐ。餌は底生の無脊椎動物や小魚。幼魚は観賞魚として取引される。成魚は食用として扱われる。

## 分類

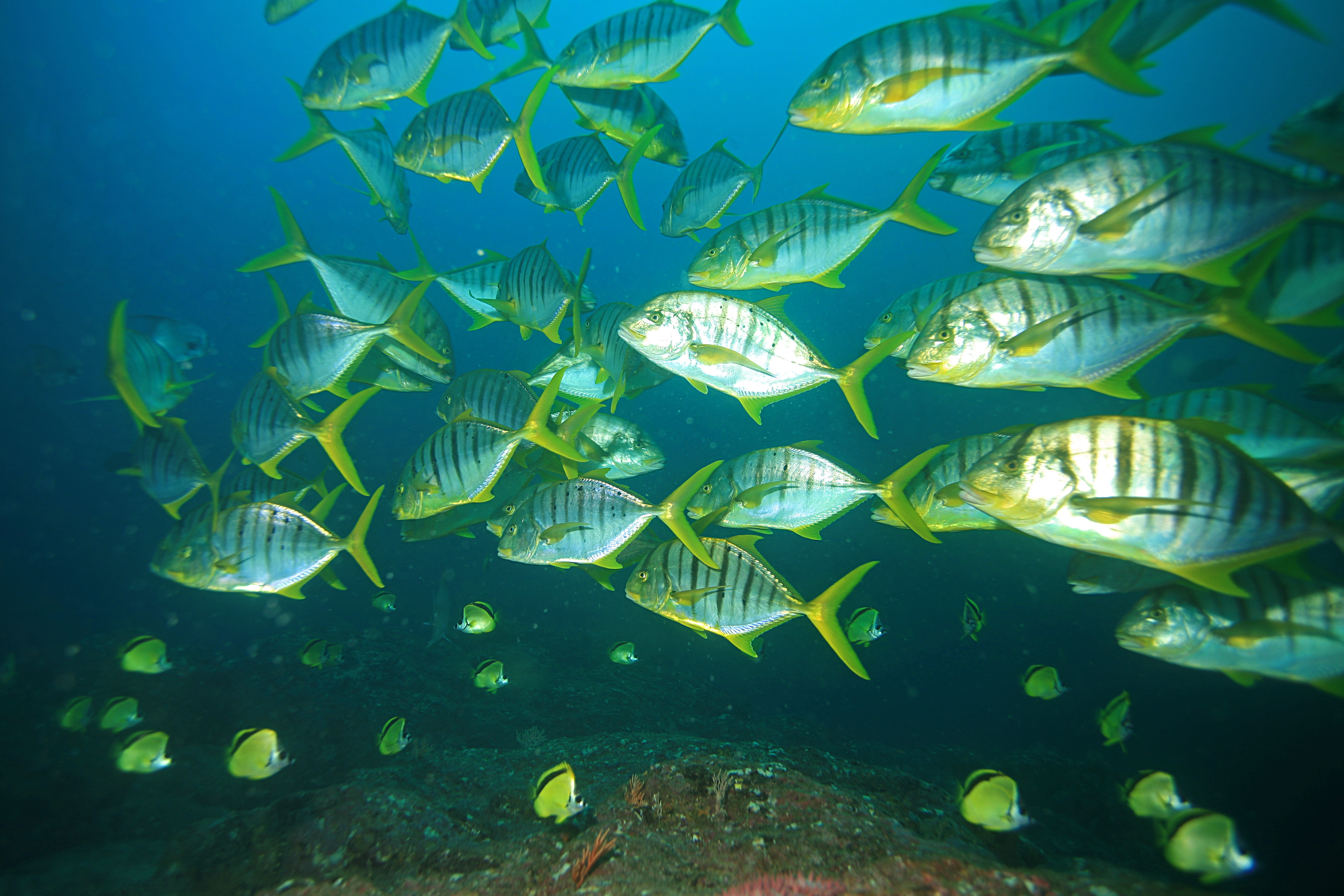
亜成体の群れ（パナマ）

種記載は1775年、スウェーデンの博物学者Peter Forsskålが行った。当時アジ科は認識されておらず、サバ属 (Scomber) とされた。記載は紅海に面するサウジアラビア・ジッダより得た個体に基づいた。ホロタイプが失われたため、1999年Ronald Frickeによりネオタイプが指定されたが、これは無効とされている。本種はその後ギンガメアジ属Caranxに移され、さらにオランダの魚類学者Pieter Bleekerによって"歯のない顎"を意味するGnathanodon属が設けられ、そこに移された。
種小名のspeciosusはラテン語で"美しい"を意味する。記載論文の中でScomber rim, speciosus・Scomber speciosusの2つの種小名で言及されているが、'rim'はアラビア語名の転写であると思われるため、前者は下位同物異名とされる。他にもICZNの規約を満たさない7つの下位同物異名がある。
英名としては'golden trevally'の他に'banded trevally'・'king trevally'、ハワイでは'yellow ulua'・'papio'とも呼ばれる。
具志堅宗弘による、骨学に基づいたアジ科の系統解析によると、本種はギンガメアジ属 (Caranx) と単系統群を
構成すると考えられる。分子系統解析は未だ行われていない。

## 形態

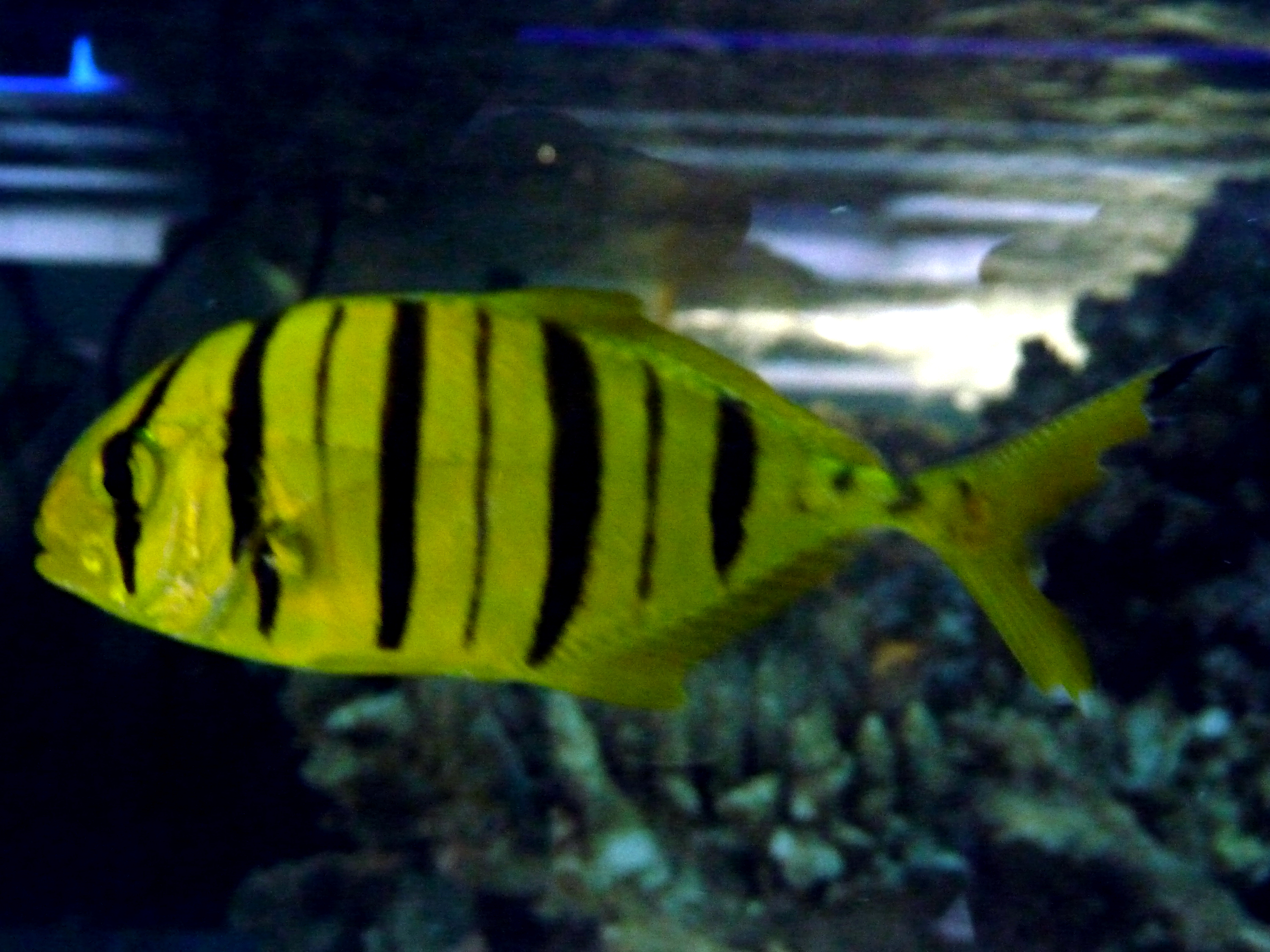
幼魚は明瞭な黒い帯を持つ。

比較的大きい魚で、最大120cm、15.0kgの記録がある。他のアジ類と同じように側偏した小判型で、背面前方は高く盛り上がる。口は特徴的で、肉質で伸縮性がある。鋤骨・舌がなく、90mm以上の個体では顎に歯がない。より小さい個体では両顎に絨毛状歯がある。背鰭は8棘条・18-20軟条。臀鰭は3棘条・15-17軟条。腹鰭は1棘条・19-20軟条。側線は弧を描く部分と直線の部分があるが、弧を描く部分には62-73の鱗、直線部分には15-27の鱗と18-25の稜鱗がある。胸部は完全に鱗で覆われる。鰓耙は27-30、脊椎骨数は24。
体色は特徴的で、和名や英名の由来になっている。幼魚は鰭を含めた全身が明るい金色で、7-11本の黒い横縞がある。この縞は1本おきに太くなっている。成長すると体色は次第に銀色に変わり、横縞は薄くなるか消え、黒い斑点に置き換わる。鰭は黄色のままだが、緑がかった色になる。尾鰭や鰓蓋の縁が黒い個体もいるが、これも成長につれて薄くなる。

## 分布

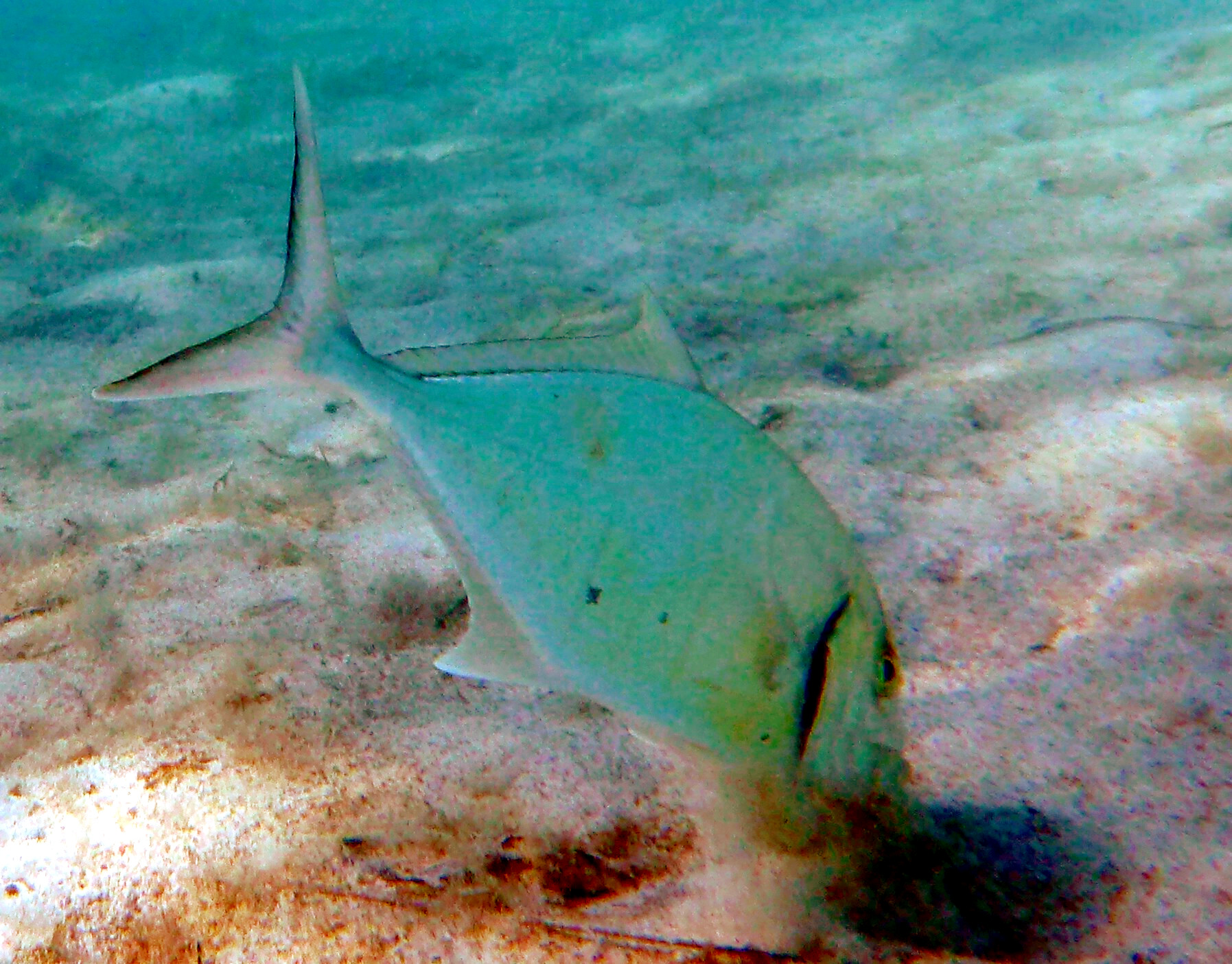
砂中を探る本種

インド太平洋の熱帯・亜熱帯に広く生息する。インド洋では南アフリカから紅海・ペルシア湾を含む東アフリカ沿岸、インド・東南アジア・インドネシア・オーストラリア北部、マダガスカル・セイシェル・モルディブ。太平洋では、北は中国・日本、南はオーストラリア東部・ニュージーランド、ハワイ、中米では北はカリフォルニア湾から南はコロンビアで確認されている。
オーストラリアの大陸棚深部の岩礁で発見された例はあるが、主に沿岸に生息する。岩礁・サンゴ礁・開けた砂底などで餌を探す。オーストラリア北部での体系的研究では、岩礁と砂泥底を同じくらい好む数少ない種の一つであることが示された。透明度の高い水を好み、エスチュアリーなどに入ることは珍しい。例外として、おそらく獲物を探すためにバハカリフォルニアのマングローブに多数の個体が進入した例がある。

## 生態

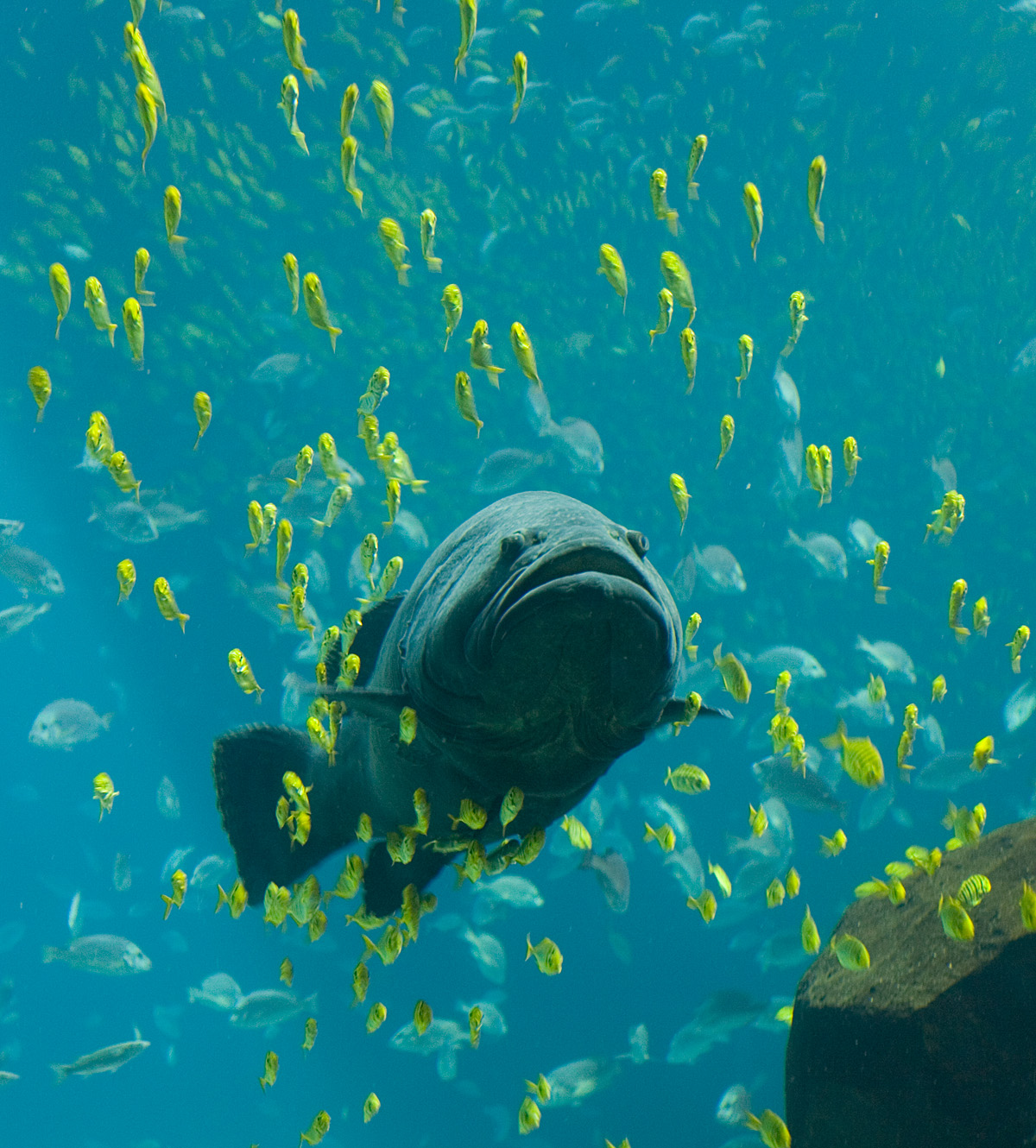
タマカイなどの大型魚に付いて泳ぐ

成魚は単独か、小さな群れを作る。幼魚は大きな群れを作り、ハタ・サメ・クラゲなどの大型生物に付いて泳ぐ傾向がある。この行動はブリモドキに似ており、他の捕食者を避けるためのものである。この行動はダイバーにも及び、あるダイバーの顔面に付きまとった例が報告されている。
肉食性で昼行性である。アジ類には珍しく個々の獲物を狙うことはせず、よく伸びる吻を用いて岩礁・藻類・砂底などに潜む獲物を吸い込んで食べる。砂底では、砂と獲物は鰓耙で篩い分けられる。餌となるのはエビ・カニ・端脚類などの甲殻類、貝類、小魚などである。だが、バハカリフォルニアのマングローブではシロボラ(Mugil curema)を追い回して捕食することが観察された。水槽内で4個体を用いて行われた研究では、摂餌中に1匹が先頭に出ると、他の3匹がその個体を攻撃することが観察された。
寄生虫として、Caligus 属のカイアシ、吸虫のStephanostomum talakitok、鰾から旋尾線虫の Metabronema magnumが確認されている。
繁殖は太平洋とインド洋双方で研究されている。太平洋ではハワイで研究が行われ、産卵は2月下旬-10月上旬、特に盛んなのは4月下旬-9月上旬で、夕方から夜に行われることが確認された。また、上弦・下弦の月に一致する5つのピークが観測された。インド洋ではペルシア湾南部で研究が行われた。ここでは産卵は4-5月で、漁獲状況から幼魚の個体群への加入は9-10月であると見積もられた。この個体群では雄:雌の性比は1:1.01で、ほぼ等しい。耳石からは、冬季(11-4月)に成長率が高いことも分かった。Bertalanffyの成長曲線も計算されている。

## 利用

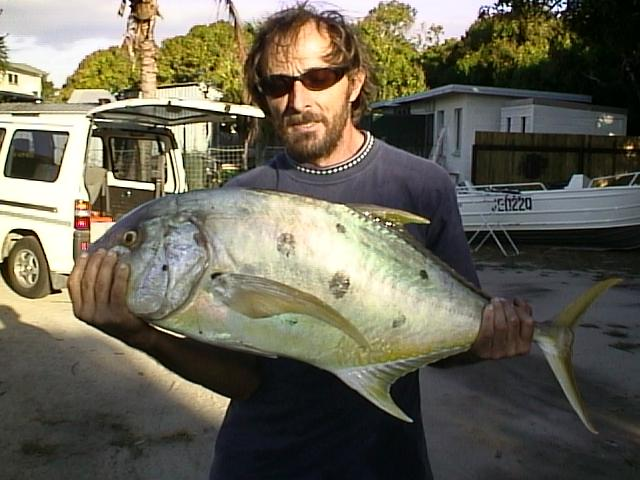
釣り上げられた個体

はるか昔から食用魚として利用されてきた。アラブ首長国連邦の先史時代の遺跡からも、本種の骨が出土している。太平洋諸島では現在でも、浅瀬へ追い込んだ後、網や銛で捕獲するという伝統漁法で漁獲されている。商業漁業スケールでは、刺し網等の罠を使い、手作業で漁獲される。FAOによると、漁獲量が多いのはアラブ首長国連邦・カタール・バーレーンで、それにオーストラリア・シンガポールが続く。西オーストラリア州では2010年に3.3t、クイーンズランド州では1988-2005年に年間0.6-5.9 tの漁獲量があった。全世界では、2000-2010年に年間1187-3475 tが漁獲されたと推定される。また、シンガポール・台湾・マレーシア・インドネシアなどでは養殖が行われており、日本でも飼育下繁殖の実験が進行中である。

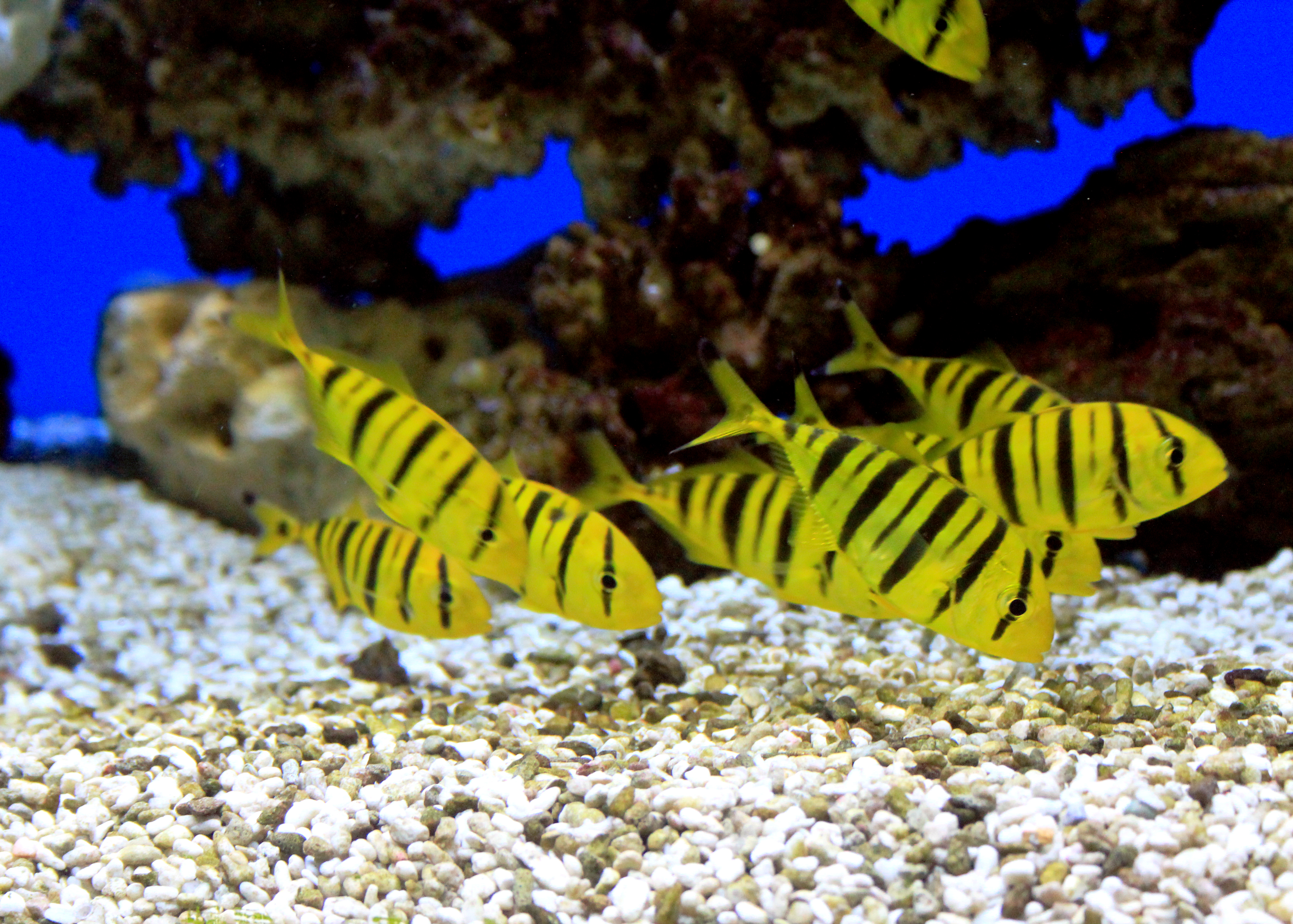
プラハの水族館で展示される若魚

釣りやスピアフィッシングの標的とされ、ゲームフィッシュとされている。様々な餌やルアーを用いて、海岸・船釣りのどちらでも釣ることができるため、利用しやすい種である。餌にはエビや小魚・魚の切り身などが用いられる。船からの撒き餌を追って付いてくることが知られており、小さな餌を用いてもよく釣れる。ルアーとしてはジグ・ポッパー・スプーンルアー・スライス・ミノーなどが用いられ、大型個体に対しては、岩礁周辺での大型ミノーを使ったトロールがよく行われる。近年では、特に遠浅の砂底において、フライ・フィッシングも行われるようになっている。この場合、魚を驚かせないようにシンキングラインとリーダーが用いられる。針にかかると高速で泳いで激しく暴れ、特に岩礁などの構造物が存在するときはその傾向が強い.。味はシマアジ類で最高のものの一つとされ、血抜きをすることが推奨されている。新鮮なうちは、肉は少し半透明の暗い桃色で、調理時には白くなるが、乾燥してフレーク状になりやすい。強い魚の風味が特徴とされる。

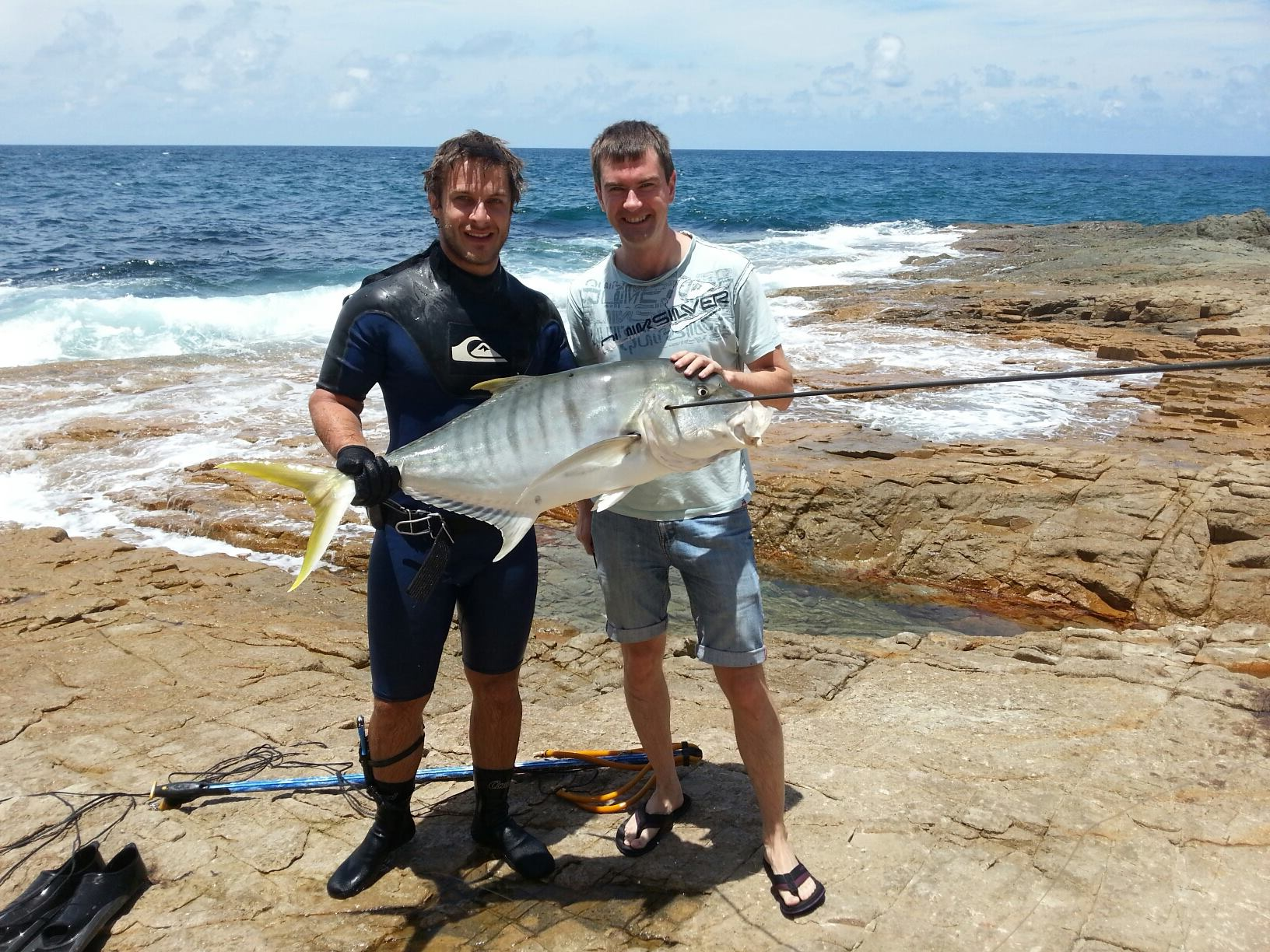
クイーンズランド州で釣り上げられた個体

若魚は鮮やかな黄色に黒い縞を持つことから観賞魚として取引される。成体も大型の水槽で飼育することは可能ではある。特にアクアリウム向けの実験室的養殖法がシンガポールで開発されている。